# Protopopiat
Protopopiatul este o circumscripție administrativă bisericească, care cuprinde mai multe parohii din aceeași Eparhie.
Întinderea teritorială a Protopopiatului se determină de Adunarea Eparhială, ținând seama de întinderea teritorială a unităților administrative ale Statului.
Fiecare protopopiat are o cancelarie condusă de protopop, ajutat de un secretar preot și alți salariați.